# Tenoch
Tenoch ou Tenuch est, dans la mythologie aztèque, un Géant, qui habitait sur la terre pendant le déluge Atonatiuh, dans la montagne appelée Cholollan. Il est le fondateur légendaire de Tenochtitlan.
Tenoch était un souverain des Aztèques au XIVe siècle, lorsque ces derniers partirent d'Aztlán pour fonder Mexico-Tenochtitlan. Le peuple de Tenochtitlan fut à l'origine appelé Tenochca, puis Mexica.

## Légende
Tenoch était un chef respecté, élu au pouvoir par le conseil des anciens et mort entre 1350 et 1375, selon les sources. La question de savoir si Tenoch est un personnage mythologique ou un véritable chef aztèque qui a été mythifié par la suite n'est pas tranchée.
Tenoch était l'un des neuf chefs aztèques à qui l'on avait expliqué comment les Aztèques pouvaient obtenir le soutien des forces de la nature. Après avoir voyagé vers le sud et s'être mis au service de l'altepetl de Culhuacan, les Aztèques virent un aigle dévoré un serpent sur un cactus et interprétèrent cela comme un signe. Ils baptisèrent ainsi leur ville Tenochtitlan, la petite île aux roseaux du lac Texcoco, vers le 3 mars 1325. Tenochtitlan devint bientôt la capitale de l'Empire aztèque.
Les symboles nahuatl de son nom se retrouvent dans le drapeau mexicain : Tetl, le rocher, et Nochtli, le cactus à figues de Barbarie. Le gouvernement théocratique de Tenoch dura de 1325 à 1375. En 1325, il fonde la ville de Mexico, surnommée Tenochtitlan en l'honneur du Cuauhtlatoani (es).

« Entourée par les mers et submergée par elles depuis longtemps, la vieille grenouille, aux mille mâchoires et aux langues sanglantes, et le nom étrange qu'elle prend, Tlaltecuhtli ; Iztac-Mixcoatl, le féroce serpent blanc des nuages, qui vit à Citlalco, s'associe à elle dans une douce connivence. Et six tlacame avec l'amour engendrent ; les six frères sur terre habitent et sont le tronc de diverses races : le premier-né, le géant Xelhua, d'Itzocan et Epatlan, et Cuauquechollan, les villes qu'il a fondées. Tenoch, le grand claudillo aztèque, arrête au Mexique la marche de son peuple et construit la grande Tenochtitlan, une cité lacustre. Le puissant Cuetlachoapan fonde Ulmecatl, et donne un siège à son peuple indolent. Sur les rives du golfe, Xicalancatl, le brave Mixtecatl se réfugie. De Mixtecapan aux terres arides ; Otomitl, le xocoyotl, vit toujours dans les montagnes près de Mexico, et y prospère en riches populations telles que Tollan, Xilotepec et Otompan. »

— Gerónimo de Mendieta (1525–1604).